# 茶东陈氏宗祠群
22°30′56″N 113°31′43″E / 22.51556°N 113.52861°E
茶东陈氏宗祠群位于中国广东省中山市南朗镇榄边村茶东，由陈氏宗祠、里仁祖家庙、贡三陈公祠、净溪陈公祠4组建筑组成，现存为清代建筑，是珠江三角洲地区保存较为完整、规模较大的祠堂建筑群之一。2000年被列为中山市文物保护单位，2008年被列为广东省文物保护单位，2013年被列为第七批全国重点文物保护单位。